# Квадратура круга Тарского
Квадрату́ра кру́га Та́рского — задача о равносоставленности круга и равновеликого квадрата, сформулированная Альфредом Тарским в 1925 году.

## Формулировка
Возможно ли разрезать круг на конечное число частей и собрать из них квадрат такой же площади?
Более формально: можно ли разбить круг на конечное количество попарно непересекающихся подмножеств и передвинуть их так, чтобы получить разбиение квадрата такой же площади на попарно непересекающиеся подмножества?

## История
В 1925 году задача была сформулирована польско-американским математиком Альфредом Тарским.
В 1963 году был достигнут первый прогресс в решении задачи. Лестер Дубинс, Моррис У. Хирш и Джек Каруш доказали, что равное разложение невозможно получить разрезанием вдоль жордановых кривых, то есть если разбиение Тарского существует, то оно требует сложных фрактальных кусков, испещренных дырами и замысловато зазубренными краями.
В 1989 году возможность такого разбиения доказал венгерский математик Миклош Лацкович.
Доказательство Лацковича опирается на аксиому выбора. Найденное разбиение состоит из примерно 1050 частей, которые являются неизмеримыми множествами и границы которых не являются жордановыми кривыми. Для перемещения частей достаточно использовать только параллельный перенос, без поворотов и отражений.
Однако доказательство Лацковича не было конструктивным, он лишь доказал, что разбиение можно сделать, но он не мог ни сказать, как построить части, ни каким-либо образом описать их.
В 2005 году Тревор Уилсон доказал, что существует требуемое разбиение, при котором части можно сдвигать параллельным переносом таким образом, чтобы они всё время оставались непересекающимися.
В 2017 году Эндрю Маркс и Спенсер Унгер нашли первое полностью конструктивное решение задачи Тарского с разбиением на 10200 борелевских кусков.
В 2021 году Мате, Ноэль и Пихурко улучшили свойства борелевских кусков, необходимых для конструктивного решения задачи Тарского. Хотя количество требуемых частей в новом решении осталось прежним (10200), найденные ими куски проще по форме и их намного легче визуализировать. Это открывает путь к дальнейшему упрощению разбиение и уменьшению числа кусков. Согласно предположению одного из авторов, должно существовать разбиение Тарского из 22 кусков или меньше.